# Eleccions municipals a la Seu d'Urgell

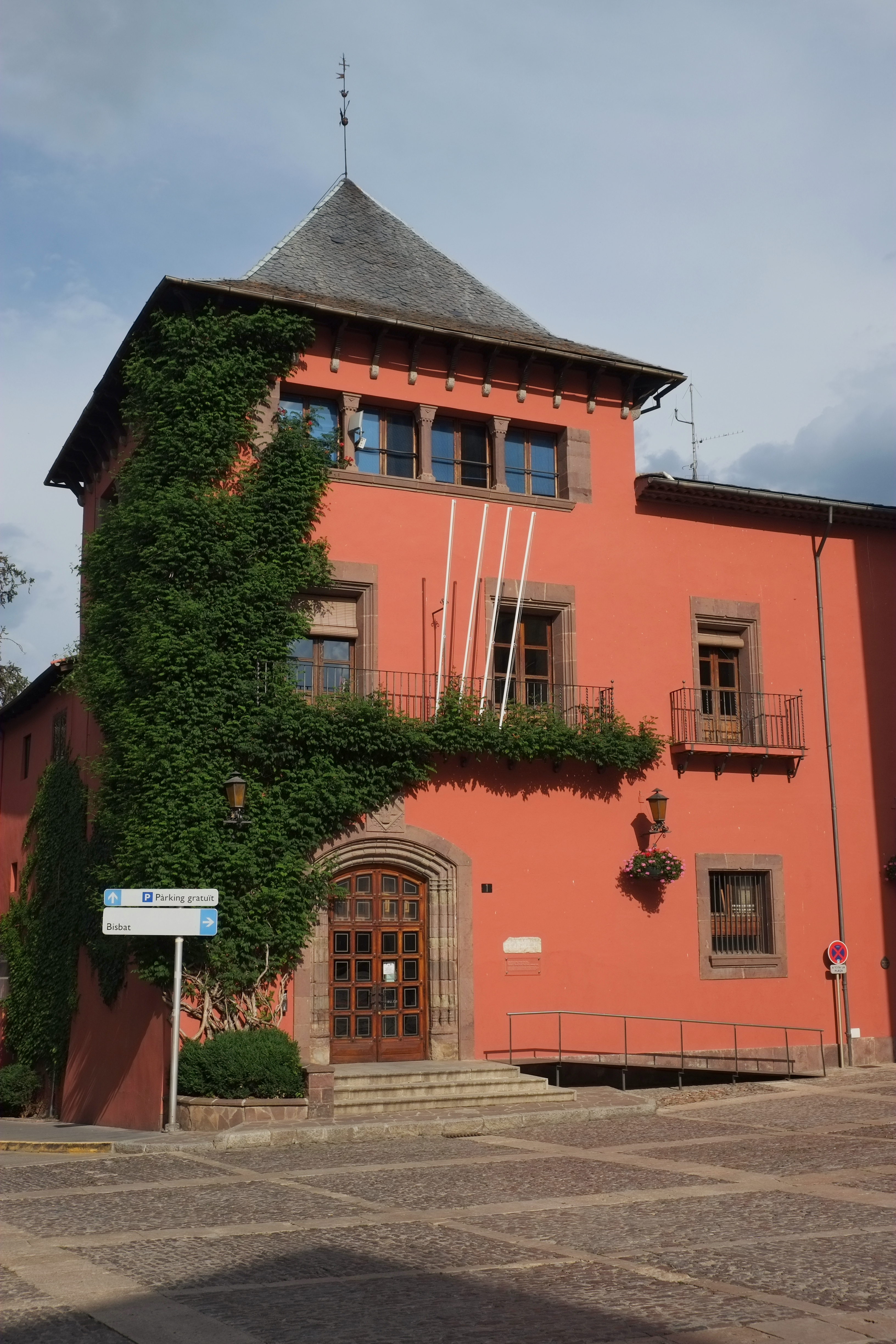
Casa de la Ciutat

Les eleccions municipals a la Seu d'Urgell són els comicis celebrats periòdicament en aquest municipi de l'Alt Urgell, en els quals es trien els membres del consistori que integren l'Ajuntament. Com a part del sistema democràtic espanyol, aquestes eleccions es convoquen cada quatre anys des de la transició democràtica.

## 1931
| Partit       | Partit                       | Vots | %   | Escons | +/– | Cap de llista            |
| ------------ | ---------------------------- | ---- | --- | ------ | --- | ------------------------ |
|              | Partit Catalanista Republicà | n/a  | n/a | 7 / 11 | Nou | Enric Canturri i Ramonet |
|              | Monàrquics independents      | n/a  | n/a | 4 / 11 | Nou | n/a                      |
|              |                              |      |     |        |     |                          |
| Participació | Participació                 | n/a  | n/a |        |     |                          |
| Cens         | Cens                         | n/a  | 100 |        |     |                          |
| Font:        |                              |      |     |        |     |                          |

## 1934
| Partit       | Partit                                  | Vots  | %    | Escons | +/– | Cap de llista                |
| ------------ | --------------------------------------- | ----- | ---- | ------ | --- | ---------------------------- |
|              | Concentració Administrativa Republicana | 759   | 57,3 | 8 / 12 | 1   | Bonaventura Rebés i Castellà |
|              | Esquerra Republicana de Catalunya       | 566   | 42,7 | 4 / 12 | Nou | Enric Canturri i Ramonet     |
|              |                                         |       |      |        |     |                              |
| Participació | Participació                            | 1.325 | 62,4 |        |     |                              |
| Cens         | Cens                                    | 2.123 | 100  |        |     |                              |
| Font:        |                                         |       |      |        |     |                              |

## 1979
| Partit       | Partit                      | Vots  | %     | Escons | +/– | Cap de llista         |
| ------------ | --------------------------- | ----- | ----- | ------ | --- | --------------------- |
|              | Redreçament i Progrés       | 2.704 | 55,33 | 7 / 13 | Nou | Amadeu Gallart i Sort |
|              | Convergència i Unió         | 1.415 | 28,95 | 4 / 13 | Nou | n/a                   |
|              | Centristes de Catalunya-UCD | 751   | 15,37 | 2 / 13 | Nou | n/a                   |
| Total        | Total                       | 4.870 | 98,60 | 13     | =   |                       |
|              |                             |       |       |        |     |                       |
| Vots vàlids  | Vots vàlids                 | 4.887 | 98,95 |        |     |                       |
| Participació | Participació                | 4.939 | 67,50 |        |     |                       |
| Cens         | Cens                        | 7.317 | 100   |        |     |                       |
| Font:        |                             |       |       |        |     |                       |

## 1983
| Partit       | Partit                               | Vots  | %     | Escons  | +/– | Cap de llista      |
| ------------ | ------------------------------------ | ----- | ----- | ------- | --- | ------------------ |
|              | Partit dels Socialistes de Catalunya | 3.201 | 58,64 | 10 / 17 | 3   | Joan Ganyet i Solé |
|              | Coalició Popular                     | 1.003 | 18,37 | 3 / 17  | Nou | n/a                |
|              | Convergència i Unió                  | 921   | 16,87 | 3 / 17  | 1   | n/a                |
|              | Amics de la Seu                      | 308   | 5,64  | 1 / 17  | Nou | n/a                |
| Total        | Total                                | 5.433 | 99,14 | 17      | 4   |                    |
|              |                                      |       |       |         |     |                    |
| Vots vàlids  | Vots vàlids                          | 5.459 | 99,62 |         |     |                    |
| Participació | Participació                         | 5.480 | 67,27 |         |     |                    |
| Cens         | Cens                                 | 8.146 | 100   |         |     |                    |
| Font:        |                                      |       |       |         |     |                    |

## 1987
| Partit       | Partit                               | Vots  | %     | Escons | +/– | Cap de llista           |
| ------------ | ------------------------------------ | ----- | ----- | ------ | --- | ----------------------- |
|              | Partit dels Socialistes de Catalunya | 2.473 | 52,61 | 9 / 17 | 1   | Joan Ganyet i Solé      |
|              | Convergència i Unió                  | 1.549 | 32,95 | 6 / 17 | 3   | Dolors Majoral i Moliné |
|              | Aliança Popular                      | 606   | 12,89 | 2 / 17 | 1   | n/a                     |
| Total        | Total                                | 4.628 | 97,82 | 17     | =   |                         |
|              |                                      |       |       |        |     |                         |
| Vots vàlids  | Vots vàlids                          | 4.701 | 99,37 |        |     |                         |
| Participació | Participació                         | 4.731 | 57,51 |        |     |                         |
| Cens         | Cens                                 | 8.226 | 100   |        |     |                         |
| Font:        |                                      |       |       |        |     |                         |

## 1991
| Partit       | Partit                               | Vots  | %     | Escons  | +/– | Cap de llista      |
| ------------ | ------------------------------------ | ----- | ----- | ------- | --- | ------------------ |
|              | Partit dels Socialistes de Catalunya | 2.583 | 52,23 | 10 / 17 | 1   | Joan Ganyet i Solé |
|              | Convergència i Unió                  | 1.408 | 28,47 | 5 / 17  | 1   | n/a                |
|              | Partit Popular                       | 432   | 8,74  | 1 / 17  | 1   | n/a                |
|              | Esquerra Republicana de Catalunya    | 335   | 6,67  | 1 / 17  | Nou | n/a                |
|              | Centre Democràtic i Social           | 133   | 2,69  | 0 / 17  | Nou | n/a                |
| Total        | Total                                | 4.891 | 98,65 | 17      | =   |                    |
|              |                                      |       |       |         |     |                    |
| Vots vàlids  | Vots vàlids                          | 4.945 | 99,74 |         |     |                    |
| Participació | Participació                         | 4.958 | 57,38 |         |     |                    |
| Cens         | Cens                                 | 8.640 | 100   |         |     |                    |
| Font:        |                                      |       |       |         |     |                    |

## 1995
| Partit       | Partit                               | Vots  | %     | Escons  | +/– | Cap de llista      |
| ------------ | ------------------------------------ | ----- | ----- | ------- | --- | ------------------ |
|              | Partit dels Socialistes de Catalunya | 2.796 | 52,10 | 10 / 17 | =   | Joan Ganyet i Solé |
|              | Convergència i Unió                  | 1.410 | 26,27 | 5 / 17  | =   | n/a                |
|              | Partit Popular                       | 509   | 9,48  | 1 / 17  | =   | n/a                |
|              | Esquerra Republicana de Catalunya    | 456   | 8,50  | 1 / 17  | =   | n/a                |
|              | Centre Democràtic i Social           | 122   | 2,27  | 0 / 17  | =   | n/a                |
| Total        | Total                                | 5.293 | 98,27 | 17      | =   |                    |
|              |                                      |       |       |         |     |                    |
| Vots vàlids  | Vots vàlids                          | 5.367 | 99,65 |         |     |                    |
| Participació | Participació                         | 5.386 | 57,99 |         |     |                    |
| Cens         | Cens                                 | 9.288 | 100   |         |     |                    |
| Font:        |                                      |       |       |         |     |                    |

## 1999
| Partit       | Partit                               | Vots   | %     | Escons | +/– | Cap de llista      |
| ------------ | ------------------------------------ | ------ | ----- | ------ | --- | ------------------ |
|              | Partit dels Socialistes de Catalunya | 2.357  | 43,71 | 8 / 17 | 2   | Joan Ganyet i Solé |
|              | Esquerra Republicana de Catalunya    | 1.591  | 29,51 | 5 / 17 | 4   | n/a                |
|              | Convergència i Unió                  | 979    | 18,16 | 3 / 17 | 2   | n/a                |
|              | Partit Popular                       | 392    | 7,27  | 1 / 17 | =   | n/a                |
| Total        | Total                                | 5.319  | 98,35 | 17     | =   |                    |
|              |                                      |        |       |        |     |                    |
| Vots vàlids  | Vots vàlids                          | 5.392  | 99,70 |        |     |                    |
| Participació | Participació                         | 5.408  | 49,12 |        |     |                    |
| Cens         | Cens                                 | 11.010 | 100   |        |     |                    |
| Font:        |                                      |        |       |        |     |                    |

## 2003
| Partit       | Partit                               | Vots   | %     | Escons | +/– | Cap de llista      |
| ------------ | ------------------------------------ | ------ | ----- | ------ | --- | ------------------ |
|              | Partit dels Socialistes de Catalunya | 2.274  | 38,10 | 7 / 17 | 1   | n/a                |
|              | Esquerra Republicana de Catalunya    | 2.066  | 34,61 | 6 / 17 | 1   | Jordi Ausàs i Coll |
|              | Convergència i Unió                  | 1.020  | 17,09 | 3 / 17 | =   | n/a                |
|              | Partit Popular                       | 309    | 5,18  | 1 / 17 | =   | n/a                |
|              | Alternativa Urgellenca               | 229    | 3,84  | 0 / 17 | Nou | Àngel Rúbio        |
| Total        | Total                                | 5.898  | 98,48 | 17     | =   |                    |
|              |                                      |        |       |        |     |                    |
| Vots vàlids  | Vots vàlids                          | 5.969  | 99,67 |        |     |                    |
| Participació | Participació                         | 5.989  | 50,07 |        |     |                    |
| Cens         | Cens                                 | 11.962 | 100   |        |     |                    |
| Font:        |                                      |        |       |        |     |                    |

## 2007
| Partit       | Partit                               | Vots   | %     | Escons | +/– | Cap de llista            |
| ------------ | ------------------------------------ | ------ | ----- | ------ | --- | ------------------------ |
|              | Partit dels Socialistes de Catalunya | 1.753  | 32,74 | 6 / 17 | 1   | n/a                      |
|              | Convergència i Unió                  | 1.483  | 27,69 | 5 / 17 | 2   | Albert Batalla i Siscart |
|              | Esquerra Republicana de Catalunya    | 1.204  | 22,48 | 4 / 17 | 2   | Jordi Ausàs i Coll       |
|              | Entesa pel Progrés Municipal         | 404    | 7,54  | 1 / 17 | Nou | n/a                      |
|              | Partit Popular                       | 354    | 6,61  | 1 / 17 | =   | n/a                      |
| Total        | Total                                | 5.198  | 96,62 | 17     | =   |                          |
|              |                                      |        |       |        |     |                          |
| Vots vàlids  | Vots vàlids                          | 5.355  | 99,54 |        |     |                          |
| Participació | Participació                         | 5.380  | 45,64 |        |     |                          |
| Cens         | Cens                                 | 11.789 | 100   |        |     |                          |
| Font:        |                                      |        |       |        |     |                          |

## 2011
| Partit       | Partit                               | Vots  | %     | Escons | +/– | Cap de llista            |
| ------------ | ------------------------------------ | ----- | ----- | ------ | --- | ------------------------ |
|              | Convergència i Unió                  | 1.980 | 41,04 | 8 / 17 | 3   | Albert Batalla i Siscart |
|              | Partit dels Socialistes de Catalunya | 1.530 | 31,71 | 6 / 17 | =   | n/a                      |
|              | Esquerra Republicana de Catalunya    | 426   | 8,83  | 1 / 17 | 3   | n/a                      |
|              | Partit Popular                       | 379   | 7,85  | 1 / 17 | =   | n/a                      |
|              | Entesa pel Progrés Municipal         | 266   | 5,51  | 1 / 17 | =   | n/a                      |
| Total        | Total                                | 4.581 | 92,41 | 17     | =   |                          |
|              |                                      |       |       |        |     |                          |
| Vots vàlids  | Vots vàlids                          | 5.825 | 97,34 |        |     |                          |
| Participació | Participació                         | 4.957 | 54,53 |        |     |                          |
| Cens         | Cens                                 | 9.090 | 100   |        |     |                          |
| Font:        |                                      |       |       |        |     |                          |

## 2015
| Partit       | Partit                            | Vots  | %     | Escons | +/– | Cap de llista               |
| ------------ | --------------------------------- | ----- | ----- | ------ | --- | --------------------------- |
|              | Convergència i Unió               | 1.725 | 34,02 | 7 / 17 | 1   | Albert Batalla i Siscart    |
|              | Compromís X la Seu                | 1.401 | 27,63 | 6 / 17 | =   | Òscar Ordeig i Molist       |
|              | Esquerra Republicana de Catalunya | 874   | 17,24 | 3 / 17 | 2   | Francesc Viaplana i Manresa |
|              | Candidatura d'Unitat Popular      | 432   | 8,52  | 1 / 17 | Nou | Pau Lozano                  |
|              | Entesa pel Progrés Municipal      | 242   | 4,77  | 0 / 17 | 1   | n/a                         |
|              | Partit Popular                    | 220   | 4,34  | 0 / 17 | 1   | n/a                         |
|              | Solidaritat per la Independència  | 62    | 1,22  | 0 / 17 | Nou | n/a                         |
| Total        | Total                             | 4.956 | 96,48 | 17     | =   |                             |
|              |                                   |       |       |        |     |                             |
| Vots vàlids  | Vots vàlids                       | 5.070 | 98,70 |        |     |                             |
| Participació | Participació                      | 5.137 | 56,67 |        |     |                             |
| Cens         | Cens                              | 9.065 | 100   |        |     |                             |
| Font:        |                                   |       |       |        |     |                             |

## 2019
| Partit       | Partit                            | Vots  | %     | Escons | +/– | Cap de llista               |
| ------------ | --------------------------------- | ----- | ----- | ------ | --- | --------------------------- |
|              | Compromís X la Seu                | 1.719 | 30,63 | 6 / 17 | =   | Òscar Ordeig i Molist       |
|              | Junts per Catalunya               | 1.513 | 26,96 | 5 / 17 | 2   | Jordi Fàbrega i Sabaté      |
|              | Esquerra Republicana de Catalunya | 1.192 | 21,24 | 4 / 17 | 1   | Francesc Viaplana i Manresa |
|              | Candidatura d'Unitat Popular      | 517   | 9,21  | 2 / 17 | 1   | Xènia Antona i Vilarmau     |
|              | En Comú Guanyem                   | 224   | 3,99  | 0 / 17 | =   | Enric Riu i Picón           |
|              | Partit Popular                    | 167   | 2,98  | 0 / 17 | =   | Pere Chica i Lozano         |
|              | Ciutadans-Partit de la Ciutadania | 126   | 2,24  | 0 / 17 | Nou | Carolina Castillejo Núñez   |
|              | Vox                               | 91    | 1,62  | 0 / 17 | Nou | Manuel González Valero      |
| Total        | Total                             | 5.549 | n/a   | 17     | =   |                             |
|              |                                   |       |       |        |     |                             |
| Vots vàlids  | Vots vàlids                       | n/a   | n/a   |        |     |                             |
| Participació | Participació                      | 5.656 | 63,68 |        |     |                             |
| Cens         | Cens                              | 8.882 | 100   |        |     |                             |
| Font:        |                                   |       |       |        |     |                             |

## 2023
| Partit                            | Vots  | %      | Escons | +/- | Cap de Llista               |
| --------------------------------- | ----- | ------ | ------ | --- | --------------------------- |
| Compromís X La Seu                | 1.876 | 42,66% | 8 / 17 | +2  | Joan Barrera i Aranda       |
| Junts per La Seu - CM             | 991   | 23,06% | 5 / 17 | -1  | Jordi Fàbrega i Sabaté      |
| Esquerra Republicana de Catalunya | 664   | 15,45% | 3 / 17 | -1  | Francesc Viaplana i Manresa |
| Candidatura d'Unitat Popular      | 517   | 12,03% | 2 / 17 | =   | Bernat Lavaquiol            |
| Vox                               | 125   | 2,90%  | 0 / 17 | =   | Antonio Escudero            |
| Partit Popular                    | 123   | 2,86%  | 0 / 17 | =   | Mario Garcia                |
| Total                             | 4.296 | 100%   | 17     | =   |                             |
|                                   |       |        |        |     |                             |
| Vots vàlids                       | 4.387 | 95,90% |        |     |                             |
| Vots en blanc                     | 91    | 2,03%  |        |     |                             |
| Vots nuls                         | 93    | 2,07%  |        |     |                             |
| Abstencions                       | 4.526 | 50,25% |        |     |                             |
| Participació                      | 4.480 | 49,74% |        |     |                             |
| Cens                              | 9.006 | 100%   |        |     |                             |